# Teladan (Siantar Barat)
Teladan is een bestuurslaag in het regentschap Pematang Siantar van de provincie Noord-Sumatra, Indonesië. Teladan telt 2301 inwoners (volkstelling 2010).